# Jin Xuanzong
Xuanzong (宣宗) est un empereur de la dynastie Jin né le 18 avril 1163 et mort le 14 janvier 1224. Il règne de 1213 à sa mort.

## Biographie
Wudubu, sinisé en Wanyan Xun, est le fils de Wanyan Yungong et de la dame Liu. Par son père, il est le petit-fils de l'empereur Shizong. En 1213, le général Heshilie Zhizhong assassine l'empereur Weishaowang, l'oncle de Wudubu, et le place sur le trône.
La même année, les Mongols de Gengis Khan envahissent les terres de la dynastie Jin. Ces derniers concluent la paix en versant un tribut aux Mongols, puis l'empereur abandonne sa capitale Zhongdu pour s'installer à Bianjing, plus au sud. Pour les Mongols, c'est un véritable casus belli, et une nouvelle offensive a lieu en 1215 qui aboutit à la chute de Zhongdu. La même année, le seigneur de guerre Puxian Wannu fait sécession et fonde le royaume des Xia orientaux autour de Liaoyang. Afin de compenser les pertes subies face aux Mongols, les Jin se lancent dans une série de campagnes contre la dynastie Song du Sud à partir de 1217. Ces attaques ne font guère que contribuer à l'affaiblissement des Jin.
L'empereur Xuanzong meurt en 1224. Son fils Wanyan Shouxu lui succède.